# Skałoskakun
Skałoskakun (Zyzomys) – rodzaj ssaków z podrodziny myszy (Murinae) w obrębie rodziny myszowatych (Muridae).

## Rozmieszczenie geograficzne
Rodzaj obejmuje gatunki występujące endemicznie w Australii.

## Morfologia
Długość ciała (bez ogona) 85–170 mm, długość ogona 90–152 mm, długość ucha 15–23 mm, długość tylnej stopy 20–31 mm; masa ciała 26–190 g.

## Systematyka
Rodzaj zdefiniował w 1909 roku angielski zoolog Oldfield Thomas w artykule zatytułowanym Na temat szczurów z płn. Australii określanych jako rodzaj Mesembriomys, opublikowanym w czasopiśmie „The Annals and magazine of natural history”. Gatunkiem typowym jest (oryginalne oznaczenie) skałoskakun srebrnoogonowy (Z. argurus). 

### Etymologia
- Zyzomys: etymologia niejasna, Thomas nie wyjaśnił znaczenia nazwy rodzajowej; być może od łac. zyzza ‘zygzak’; gr. μυς mus, μυος muos ‘mysz’[8].
- Laomys: gr. λας las, λαος laos ‘kamień, skała’[9]; μυς mus, μυος muos ‘mysz’[10]. Gatunek typowy (oryginalne oznaczenie): Laomys woodwardi O. Thomas, 1909.

### Podział systematyczny
Takson ten należy do australijskich „starych endemitów”; najstarsze szczątki przedstawiciela tego rodzaju pochodzą z późnego pliocenu. Morfologia chromosomów odróżnia należące do niego gatunki od wszystkich innych gryzoni z kontynentu. Trzonowce skałoskakunów są najbardziej podobne do tych, które mają królikoszczury (Conilurus), ale charakterystyka penisa łączy je z pseudomyszami (Pseudomys) i pokrewnymi rodzajami. Do rodzaju należą następujące gatunki:
| Grafika | Gatunek              | Autor i rok opisu | Nazwa zwyczajowa           | Podgatunki         | Rozmieszczenie geograficzne | Podstawowe wymiary                       | Status IUCN |
| ------- | -------------------- | ----------------- | -------------------------- | ------------------ | --- | ---------------------------------------- | ----------- |
|         | Zyzomys woodwardi    | (O. Thomas, 1909) | skałoskakun głazowy        | gatunek monotypowy | północna część wyżyny Kimberley, włącznie z co najmniej 12 wyspami                                                                 | DC: 12–16,6 cm DO: 11–13 cm MC: 80–190 g | LC          |
|         | Zyzomys maini        | Kitchener, 1989   | skałoskakun wąwozowy       | gatunek monotypowy | piaskowcowy płaskowyż i skarpa zachodniej części Ziemi Arnhema (monsunowe Terytorium Północne); zakres wysokości: 200–400 m n.p.m. | DC: 11,5–17 cm DO: 11–15 cm MC: 65–180 g | VU          |
|         | Zyzomys palatilis    | Kitchener, 1989   | skałoskakun piarżyskowy    | gatunek monotypowy | ograniczony do pojedynczego miejsca (Wollogorang Station) w Terytorium Północnym; zakres wysokości: do 1000 m n.p.m.               | DC: 9–15 cm DO: 10–15,2 cm MC: 65–160 g  | CR          |
|         | Zyzomys argurus      | (O. Thomas, 1889) | skałoskakun srebrnoogonowy | gatunek monotypowy | rozdrobniony zasięg od Pilbary (Australia Zachodnia) na wschód do południowo-wschodniego Queenslandu, z wieloma wyspami            | DC: 8,5–12,2 cm DO: 9–13 cm MC: 26–60 g  | LC          |
|         | Zyzomys pedunculatus | (Waite, 1896)     | skałoskakun gruboogonowy   | gatunek monotypowy | pasma górskie Chewings, Heavitree i zachodnie MacDonnell (Terytorium Północne); zakres wysokości: do 800 m n.p.m.                  | DC: 10,8–14 cm DO: 11–14 cm MC: 70–150 g | CR          |

Kategorie IUCN:  LC  – gatunek najmniejszej troski,  VU  – gatunek narażony,  CR  – gatunek krytycznie zagrożony. 
Opisano również gatunek wymarły z plejstocenu stanu Queensland w Australii:
- Zyzomys rackhami Godthelp, 1997